# علاقات اليونان الخارجية

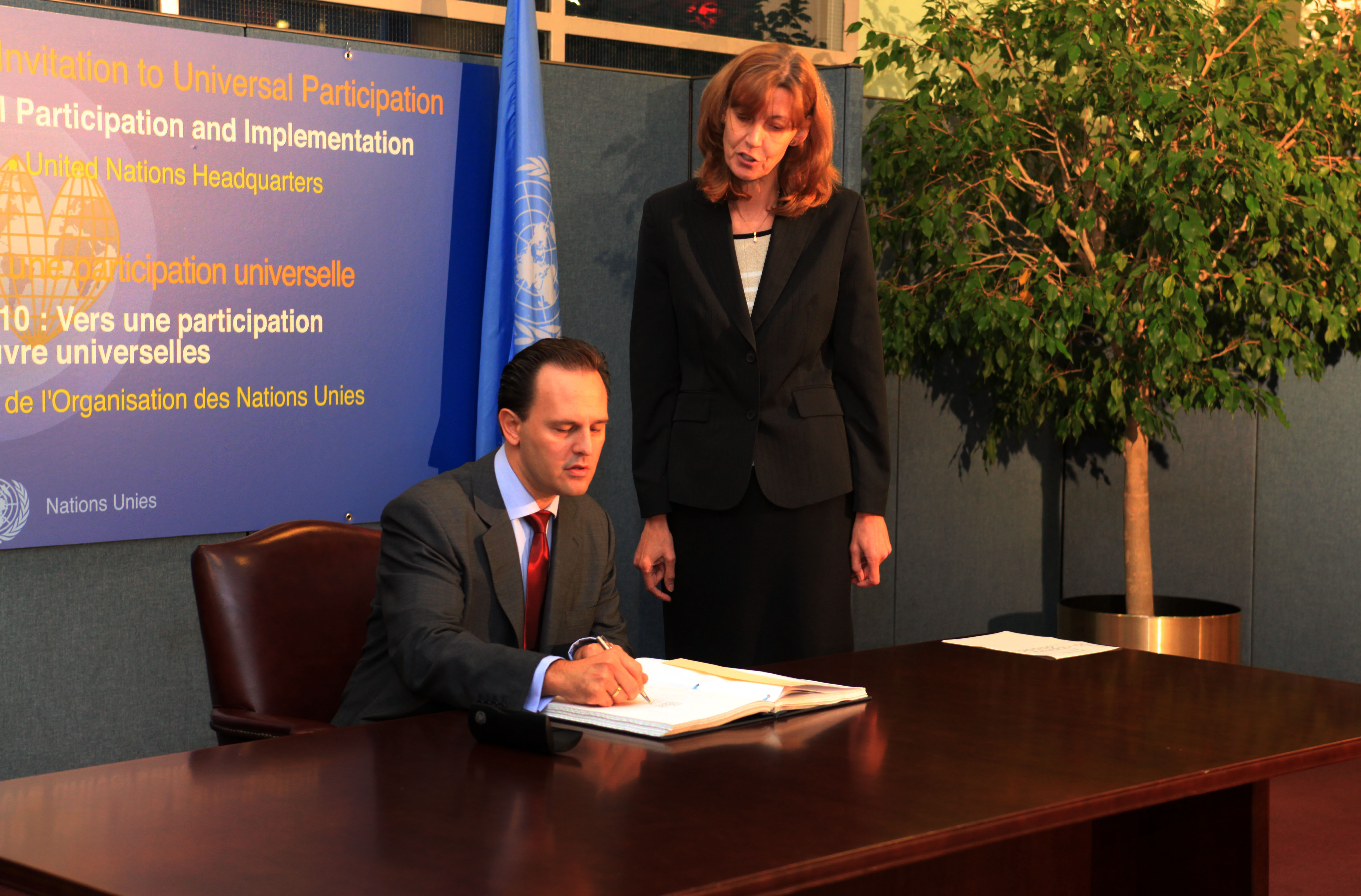
علاقات اليونان

تتمتع اليونان، باعتبارها واحدة من أقدم الدول الأعضاء الأطلسية-الأوروبية في منطقة جنوب شرق أوروبا، بدور جيوسياسي بارز كقوة وسطى بسبب قربها السياسي والجغرافي من أوروبا وآسيا والشرق الأوسط وأفريقيا. حلفاؤها الرئيسيون هم الولايات المتحدة، والمملكة المتحدة، وفرنسا، وإيطاليا، ودول الناتو الأخرى، والاتحاد الأوروبي.
تحتفظ اليونان بعلاقات دبلوماسية قوية مع قبرص وصربيا وأرمينيا وبلغاريا وألبانيا ومصر ورومانيا وروسيا وإسرائيل، بينما تركز في الوقت نفسه على تحسين العلاقات الجيدة مع العالم العربي والقوقاز والصين والهند واليابان. تعد اليونان، بصفتها عضوًا في كل من الاتحاد الأوروبي والاتحاد من أجل المتوسط، طرفًا رئيسيًا في منطقة شرق البحر الأبيض المتوسط، وشجعت التعاون بين الجيران من الدول، بالإضافة إلى تعزيز مثلث الطاقة، لتصدير الغاز إلى أوروبا. تمتلك اليونان أيضًا أكبر اقتصاد في البلقان، وتعد مستثمرًا إقليميًا مهمًا.
تشمل القضايا البارزة في السياسة الخارجية الهيلينية المطالب في بحر إيجه وشرق البحر الأبيض المتوسط من قبل تركيا والاحتلال التركي لقبرص.

## مصطلحات

### مقدونيا الشمالية
رفضت اليونان استخدام مصطلح مقدونيا أو «جمهورية مقدونيا» للإشارة إلى جارتها الشمالية بعد استقلالها عن يوغوسلافيا السابقة في عام 1991. عارضت الحكومة اليونانية استخدام الاسم دون أي مؤهل مثل «جمهورية مقدونيا الشمالية» إلى الاسم الدستوري لما بعد عام 1991 لجارتها الشمالية، وأشارت إلى مخاوف تاريخية وإقليمية ناتجة عن الغموض بين مصطلحات جمهورية مقدونيا والمنطقة اليونانية المقدونية ومملكة مقدونيا القديمة التي تقع داخل مقدونيا اليونانية.
اعترضت اليونان أيضًا على استخدام مصطلح «المقدونية» للدلالة على المقدونيين العرقيين واللغة المقدونية، لأن هذه المصطلحات لها معنى مختلف في اليونان (سكان المنطقة اليونانية المقدونية واللهجة المقدونية اليونانية). تصاعد النزاع إلى أعلى مستوى من الوساطة الدولية، بما في ذلك محاولات عديدة للتوصل إلى حل، ولاسيما من قبل الأمم المتحدة.
استُخدم المرجع المؤقت بعنوان جمهورية مقدونيا اليوغوسلافية السابقة في العلاقات التي تنطوي على دول لا تعترف بالاسم الدستوري، جمهورية مقدونيا. وافقت جميع الدول الأعضاء في الأمم المتحدة على الرغم من ذلك على قبول أي اتفاق نهائي ناجم عن المفاوضات بين البلدين. لم يمنع الخلاف البلدين من التمتع بروابط تجارية وثيقة ومستويات استثمار (خاصة من اليونان)، ولكنه أثار الكثير من الجدل السياسي والأكاديمي على كلا الجانبين.
وقع البلدان على الاتفاق المؤقت في 13 سبتمبر عام 1995، واعترفت اليونان بجمهورية مقدونيا تحت مرجعيتها المؤقتة. استمرت المفاوضات الهادفة إلى حل النزاع اعتبارًا من أغسطس عام 2011. وافق الاتحاد الأوروبي وحلف الناتو تحت الضغط اليوناني على حل النزاع حول الاسم أولًا من أجل أن تتلقى جمهورية مقدونيا دعوة للانضمام إليهما. أدى هذا إلى رفع قضية أمام محكمة العدل الدولية ضد اليونان لانتهاكها الاتفاق المؤقت. اعتبرت المحكمة أن اليونان كانت مخطئة في عرقلة محاولة جارتها للانضمام إلى حلف الناتو. لم تُفرض العقوبات عليها ولكن النتيجة جعلت من الصعب سياسيًا على اليونان الاعتراض على أي من طلبات جارتها المستقبلية المقدمة سواءً لحلف الناتو أو الاتحاد الأوروبي.
وُقِّعت اتفاقية بريسبا بين البلدين في 12 يونيو عام 2018، والتي غيرت الاسم الدستوري لمقدونيا إلى جمهورية مقدونيا الشمالية. نشأت معارضة في كلا البلدين ولكن وُقّع على الاتفاقية في النهاية بشكل متبادل. دخلت اتفاقية بريسبا حيز التنفيذ في 12 فبراير عام 2019. أيدت اليونان رسميًا انضمام مقدونيا الشمالية إلى الناتو في 15 فبراير عام 2019، فكانت بذلك أول دولة في تحالف الدفاع تفعل ذلك.

### إبيروس الشمالية
إبيروس الشمالية هو الاسم الذي يستخدمه اليونانيون بشكل عام للإشارة إلى الجزء الجنوبي من ألبانيا، وهي موطن أقلية يونانية استمرت بعد عام 1989 في الانخفاض بسبب الهجرة إلى اليونان. تعرضت الأقلية اليونانية للاضطهاد والمضايقة خلال حكم أنور خوجة الشيوعي، لم تتأثر مع بقية الألبان بالعزلة التي فرضها النظام ومن الصعوبات الاقتصادية التي أعقبت سقوط الشيوعية أيضًا. ترتبط معاملة الحكومة الألبانية للأقلية اليونانية ارتباطًا وثيقًا بوضع العلاقات اليونانية الألبانية.
نُظِّمت الأقلية اليونانية تحت حزب الوحدة من أجل حقوق الإنسان، وهو امتداد للحزب المحظور السابق الذي يُدعى «أومونويا» (الوحدة في اليونانية)، وانضم إلى التحالف الاشتراكي منذ عام 1997. حصل حزب الأقلية اليونانية على 4.1% من الأصوات ومقعدين في البرلمان في الانتخابات الأخيرة. قاد فانجيل دول الحزب عندما كان عضو الحزب فاسيل بولانو عمدة لمدينة هيمارا. مُثِّل الحزب في المجموعة الأوروبية للأحزاب الديمقراطية الليبرالية والإصلاحية في مجلس أوروبا. كان هنالك وجود يوناني قوي في جيروكاستر، وكورتشي، وسارنده، وهيمارا والمناطق المجاورة. يرتبط مدير وكالة المخابرات المركزية السابق جورج جون تينيت، وبيروس ديماس، وسوتيريس نينيس والرئيس اليوناني السابق كوستيس ستيفانوبولوس بأصول متوارثة مع الأقلية اليونانية.

### بطريركية القسطنطينية المسكونية
تُعتبر بطريركية القسطنطينية المسكونية، المحمية بموجب معاهدة لوزان، نقطة خلاف بين اليونان وتركيا، إذ ترفض الأخيرة الاعتراف بالطابع المسكوني للبطريركية مما يتطلب من البطريرك نفسه أن يكون مواطنًا تركيًا. صُودِر الجزء الأكبر من ممتلكات البطريركية -المعروف باسم فاكوفيا- من قبل السلطات التركية، وأغلقت مدرسة هالكي اللاهوتية، وهي المدرسة التقليدية التي تستمد منها الكنيسة الأرثوذكسية الشرقية الكهنة، أبوابها منذ عام 1971. انتقد العديد من المسؤولين اليونانيين والاتحاد الأوروبي والولايات المتحدة موقف تركيا ولكن دون جدوى، وطلب الرئيس بيل كلينتون خلال زيارته إلى اليونان افتتاح المدرسة اللاهوتية. وعد الرئيس رجب طيب أردوغان بإعادة النظر في موقف بلاده بشأن هذه المسألة، وذلك خلال زيارة رئيس الوزراء اليوناني كوستاس كارامانليس التاريخية لتركيا في عام 2007.

### البحر الأسود
البحر الأسود هو منطقة استعمرها اليونانيون بشدة عبر التاريخ. شهد البحر الأسود وجودًا كبيرًا لليونانيين حتى اتفاقية التبادل السكاني بين اليونان وتركيا في عام 1923. ما يزال هنالك وجود يوناني على شواطئ البحر الأسود بشكل رئيسي في ماريوبول (أوكرانيا)، والقرم، وروسيا وجورجيا حتى يومنا هذا، وذلك على الرغم من الهجرة إلى اليونان خلال وبعد تفكك الاتحاد السوفيتي. يُقدَّر عدد اليونانيون اليوم في المنطقة بحوالي 215.000 نسمة وفقًا لأعداد الشتات اليوناني الرسمية. يُعد اليونان عضوًا مؤسسًا في منظمة التعاون الاقتصادي للبحر الأسود.

## مشاركة المنظمات الدولية
تُعتبر اليونان مشاركًا رئيسيًا في معظم الهيئات الدولية واسعة النطاق، فأثبتت الأهمية الجغرافية للمنطقة بأنها مفيدة للتقاطعات الدبلوماسية والتجارية والسياسية.
تشمل المنظمات الدولية المشاركة: بنك التسويات الدولية، ومنظمة التعاون الاقتصادي للبحر الأسود، والمنظمة العالمية للجمارك، ومجلس أوروبا، ومجلس الشراكة الأوروبية الأطلسية، والبنك الأوروبي لإعادة البناء والتنمية، واللجنة الاقتصادية لأفريقيا (شريك)، ولجنة الأمم المتحدة الاقتصادية لأوروبا، ومفوضية الأمم المتحدة الاقتصادية لأمريكا اللاتينية وجزر الكاريبي، وبنك الاستثمار الأوروبي، والوحدة الاقتصادية والنقدية للاتحاد الأوروبي، والاتحاد الأوروبي، ومنظمة الأغذية والزراعة، والوكالة الدولية للطاقة الذرية، والبنك الدولي للإنشاء والتعمير، ومنظمة الطيران المدني الدولي، ومؤسسة التنمية الدولية، والوكالة الدولية للطاقة، والصندوق الدولي للتنمية الزراعية، ومؤسسة التمويل الدولية، ومنظمة العمل الدولية، وصندوق النقد الدولي، والمنظمة البحرية الدولية، ومنظمة الشرطة الجنائية الدولية، واللجنة الأولومبية الدولية، ومنظمة الهجرة الدولية، والمنظمة الدولية للمعايير، وحلف شمال الأطلسي (الناتو)، ومنظمة التعاون الاقتصادي والتنمية، ومنظمة الأمن والتعاون في أورويا، والأمم المتحدة، ومجلس الأمن التابع للأمم المتحدة، ومؤتمر الأمم المتحدة للتجارة والتنمية، واليونسكو، والمفوضية السامية للأمم المتحدة لشؤون اللاجئين، واتحاد أوروبا الغربية، ومنظمة الصحة العالمية، والمنظمة العالمية للملكية الفكرية، والمنظمة العالمية للأرصاد الجوية.
انتخبت الجمعية العامة للأمم المتحدة اليونان في مجلس الأمن التابع للأمم المتحدة في 15 أكتوبر عام 2004 عضوًا غير دائم لعامي 2005 و2006.